# Initiative Liberaler Muslime Österreich
Die Initiative Liberaler Muslime Österreich (ILMÖ) ist ein Verein mit Sitz in Wien.
Sein Zweck ist es, Missstände der Islamischen Glaubensgemeinschaft in Österreich (IGGiÖ) in der Öffentlichkeit bekannt zu machen, und die Integration zu fördern.

## Geschichte
Die Initiative wurde 2007 gegründet. Ihr erster Sprecher war Bouziane Ghessas. Bouzian Ghessas wurde 1963 in Algerien geboren und ist Jurist.
Später wurde Amer Albayati Präsident der ILMÖ. Albayati wurde 1942 in Bagdad geboren und ist Journalist mit Schwerpunkt Naher Osten. Seit 1980 lebt er in Wien.

## Positionen
Aufgrund der besonderen Verfasstheit des Islams in Österreich in der Islamischen Glaubensgemeinschaft in Österreich (IGGiÖ), die als Körperschaft öffentlichen Rechts qua Gesetz offizielle Vertretung aller Muslime in Österreich ist, richtet sich die Kritik des ILMÖ vor allem gegen diese Institution und gegen alle Politiker, die den ihrer Meinung nach illiberalen Kurs dieser Institution fördern. In diesem Zusammenhang ist die ILMÖ immer wieder in den österreichischen Medien präsent.
Inhaltlich fordert die ILMÖ einen liberalen Islam: „Die liberalen Muslime unterscheiden sich von den konservativen und radikalen Muslimen. Sie glauben nicht nur an ihre Religion, sondern respektieren auch die anderen Religionen und Andersdenkenden. Sie sind offen für den Fortschritt, für neue Entwicklungen, und pflegen den Austausch mit verschiedenen Kulturen. Sie vertreten die Freiheit des Denkens und die Vielfalt und unterstützen die Verständigung zwischen den Völkern und das friedliche Zusammenleben. Die liberalen Muslime bekennen sich zu den Grundsätzen der österreichischen Verfassung und der Grundwerte der europäischen Moral, Ethik, Demokratie und Menschenrechte auch für Frauen. Sie lehnen jede Art von Extremismus, Fanatismus, Gewalt und Terror ab.“
Im März 2011 stellten der Wiener Akademikerbund und die Initiative Liberaler Muslime gemeinsam das „Wiener Integrationsmanifest“ vor. Ziel des Manifests war es, „integrationswilligen Muslimen“ 25 Forderungen und Vorschläge zu präsentieren, mit denen die Herausgeber einerseits eine „Begrenzung der Islamisierung“ anstrebten, andererseits konkrete Regeln für das öffentliche Zusammenleben definieren wollten. Zu den enthaltenen Vorschlägen zählten unter anderem ein Kopftuchverbot in Schulen bis zur Mittelstufe sowie ein Minarettverbot. Darüber hinaus forderte das Manifest, dass Muslime, insbesondere im Staatsdienst, schriftlich ihre Loyalität zu den „Grundprinzipien des Rechtstaates in seiner österreichischen Ausprägung“ und ihre Abkehr von koranischen Passagen, die den rechtsstaatlichen Prinzipien widersprechen, erklären sollten. Kernforderung war zudem, dass sich Einwanderer „im Sinne von Kulturchristen“ zu den christlichen Grundlagen der österreichischen Gesellschaft bekennen müssten, womit Werte wie Gleichberechtigung der Frau, Trennung von Staat und Kirche sowie marktwirtschaftliche Ordnung in den Mittelpunkt gerückt wurden.

## Kritik
Tarafa Baghajati, Obmann der Initiative Muslimischer ÖsterreicherInnen, kritisiert die ILMÖ scharf. Aufgrund ihrer Zusammenarbeit mit dem Wiener Akademikerbund hätte sich die ILMÖ zum Handlanger von Rassisten und Islamhassern gemacht.

## Belege
1. ↑  ILMÖ: Erste Seite der Internetpräsenz, abgerufen im September 2016
2. ↑  Interview mit Bouziane Ghessas: Muslime brauchen keine Minarette Neues Volksblatt 20. Juli 2007
3. ↑  Stefan Beig: „Fordern Rücktritt von Schakfeh“, Wiener Zeitung 10. Februar 2009. Abrufbar hier (Memento des Originals vom 5. September 2016 im Internet Archive)  Info: Der Archivlink wurde automatisch eingesetzt und noch nicht geprüft. Bitte prüfe Original- und Archivlink gemäß Anleitung und entferne dann diesen Hinweis. oder hier.
4. ↑  Amer Albayati: Zur Person Die Presse 3. August 2013
5. ↑  Zum Autor: Amer Albayati Amazon Autortext 12. Februar 2016
6. ↑  Stefan Beig: „Fordern Rücktritt von Schakfeh“, Wiener Zeitung 10. Februar 2009. Abrufbar hier (Memento des Originals vom 5. September 2016 im Internet Archive)  Info: Der Archivlink wurde automatisch eingesetzt und noch nicht geprüft. Bitte prüfe Original- und Archivlink gemäß Anleitung und entferne dann diesen Hinweis. oder hier.
7. ↑  Interview mit Bouziane Ghessas: Muslime brauchen keine Minarette Neues Volksblatt 20. Juli 2007
8. ↑  "Sie müssen sich Kulturchristen nennen!" Abgerufen am 10. August 2025 (österreichisches Deutsch).
9. ↑  Tarafa Baghajati: „ILMÖ“ entlarvt sich endgültig als Handlanger von Rassisten und Islamhassern www.islaminitiative.at 10. März 2011